# Lubrza (gemeente in powiat Prudnicki)
De gemeente Lubrza is een landgemeente in het Poolse woiwodschap Opole, in powiat Prudnicki.
De zetel van de gemeente is in Lubrza.
Op 30 juni 2004 telde de gemeente 4531 inwoners.

## Oppervlakte gegevens
In 2002 bedroeg de totale oppervlakte van gemeente Lubrza 83,15 km², waarvan:
- agrarisch gebied: 81%
- bossen: 10%

De gemeente beslaat 14,56% van de totale oppervlakte van de powiat.

## Demografie
Stand op 30 juni 2004:
| Omschrijving                   | Totaal | Totaal | Vrouwen | Vrouwen | Mannen | Mannen |
| ------------------------------ | ------ | ------ | ------- | ------- | ------ | ------ |
| eenheid                        | aantal | %      | aantal  | %       | aantal | %      |
| inwoners                       | 4531   | 100    | 2341    | 51,7    | 2190   | 48,3   |
| bevolkingsdichtheid (inw./km²) | 54,5   | 54,5   | 28,2    | 28,2    | 26,3   | 26,3   |

In 2002 bedroeg het gemiddelde inkomen per inwoner 1433,8 zł.

### Sołectwo
- Lubrza
- Dytmarów
- Jasiona
- Krzyżkowice
- Laskowice
- Nowy Browiniec
- Olszynka
- Prężynka wraz z przysiółkiem Dobroszowice
- Skrzypiec
- Słoków
- Trzebina

## Aangrenzende gemeenten
Biała, Głogówek en Prudnik.
De gemeente grenst aan Tsjechië.